# Halové mistrovství Evropy v atletice 2009 – běh na 1500 metrů mužů
Běh na 1500 metrů mužů na halovém mistrovství Evropy v atletice 2009 se konalo v italském Turíně ve dnech 6. března až 8. března 2009; dějištěm soutěže byla hala Oval Lingotto. Ve finálovém běhu zvítězil reprezentant Portugalska Rui Silva.
Pro reprezentanty Španělska, kteří na předchozím šampionátu brali na trati 1500 m všechny medaile, skončilo finále v Turíně relativním neúspěchem.
| Umístění         | Sportovec        | Čas     |
| ---------------- | ---------------- | ------- |
| Zlatá medaile    | Rui Silva        | 3:44,38 |
| Stříbrná medaile | Diego Ruiz       | 3:44,70 |
| Bronzová medaile | Yoann Kowal      | 3:44,75 |
| 4.               | Wolfram Müller   | 3:44,95 |
| 5.               | Arturo Casado    | 3:45,17 |
| 6.               | Christian Obrist | 3:45,47 |
| 7.               | Álvaro Rodríguez | 3:46,86 |
| 8.               | Goran Nava       | 3:48,65 |
| 9.               | Neil Speaight    | 3:51,04 |